# Schönburg (Rhein)
Pour les articles homonymes, voir Schönburg (homonymie).
Le Schönburg (en allemand : Schönburg am Rhein) est un château fort du XIIe siècle situé à proximité du village d'Oberwesel sur le Rhin dans l'Arrondissement de Rhin-Hunsrück en Rhénanie-Palatinat. Le cépage Schönburger porte son nom.

## Situation
Le château est situé dans la vallée du Haut-Rhin moyen, classée au patrimoine mondial de l'UNESCO. La montée depuis Oberwesel depuis le côté ouest de la colline du château en virages en lacet dure environ 30 minutes et est très raide. En montant il y a un premier point de vue nommé Elfenley vers Kaub, un autre à Flaggenwiese vers Oberwesel.
L'accès en véhicule est également possible depuis Oberwesel. Des parkings se trouvent devant les murailles.

## Histoire
La construction du château a commencé dans la première moitié du XIIe siècle, il n'est pas certain que ce soit par l'archevêque de Magdebourg ou comme château impérial (Kaiserburg). En 1149, il apparaît dans les sources comme fief de Hermann de Stahleck, qui fit assassiner dans ce château son rival du Comtes palatins du Rhin, Otto I de Rheineck. Au XIVe siècle, le château fut transféré à l'Électorat de Trèves.
Les chevaliers de Schönenberg, en tant que fonctionnaires administratifs (Reichsministeriale), s'entendaient bien avec tous leurs seigneurs féodaux changeants (l'archevêque de Magdebourg, l'empereur et plus tard l'archevêque de Trèves). À partir du milieu du XIIIe siècle, cette lignée familiale s'est diversifiée en différentes lignées, qui vivaient toutes au château en même temps, la propriété se transmettant par héritage au fil des générations. Vers le XIVe siècle, le complexe de Ganerbenburg a été agrandi avec trois pièces d'habitation séparées et trois bergfried - une division qui est encore clairement visible dans le complexe actuel, malgré les changements. Une liste de noms de 1340 répertorie 95 copropriétaires du château ; mais tous ces mentionnés ne vivaient pas dans le château. L'achèvement de l'agrandissement fut le Hohe Mantel, un mur de bouclier de la première moitié du XIVe siècle, probablement construit sous Baudouin de Trèves.
Comme la plupart des châteaux de la vallée du Haut-Rhin moyen, le Schönburg a été détruit par les Français lors de la guerre de succession du Palatinat en 1689. Le dernier de Schönburg mourut en 1719 ; les ruines revinrent à l'Électorat de Trèves.
Victor Hugo écrivait lors de son voyage sur le Rhin en 1840 : « Comme presque toutes les villes rhénanes, Oberwesel possède aussi un château en ruines sur sa montagne, le Schönberg, l'un des plus admirables ouvrages en moellons qui existent en Europe ».
Ce n'est que le germano-américain T.J.Oakley Rhinelander qui entreprit une reconstruction partielle après l'achat du château entre 1885 et 1901. Rhinelander, comme son nom l'indique, venait de Rhénanie, plus précisément d'une communauté située sur une colline en face de la ville d'Oberwesel. Ses ancêtres ont émigré aux États-Unis à la fin du XVIIIe siècle et ont fait fortune grâce à des transactions immobilières sur la côte est des États-Unis.
Rhinelander meurt en 1947. En 1950, la ville d'Oberwesel acquiert le château de son héritier. De 1951 à 1953, la partie nord fut agrandie en château de jeunesse pour la société Kolping. La partie sud est utilisée comme hôtel depuis 1957 ; les ruines y ont été reconstruites en étroite coordination avec l'agence du Land de protection des monuments.
Depuis avril 2011, la tour d'entrée du Schönburg, haute de 25 mètres, abrite un musée sur le thème de la construction des châteaux, de la protection des monuments et des châteaux forts pendant la guerre. Au dernier étage se trouve une plate-forme panoramique en acier offrant une vue magnifique sur la vallée du Rhin.

## Complexe de château

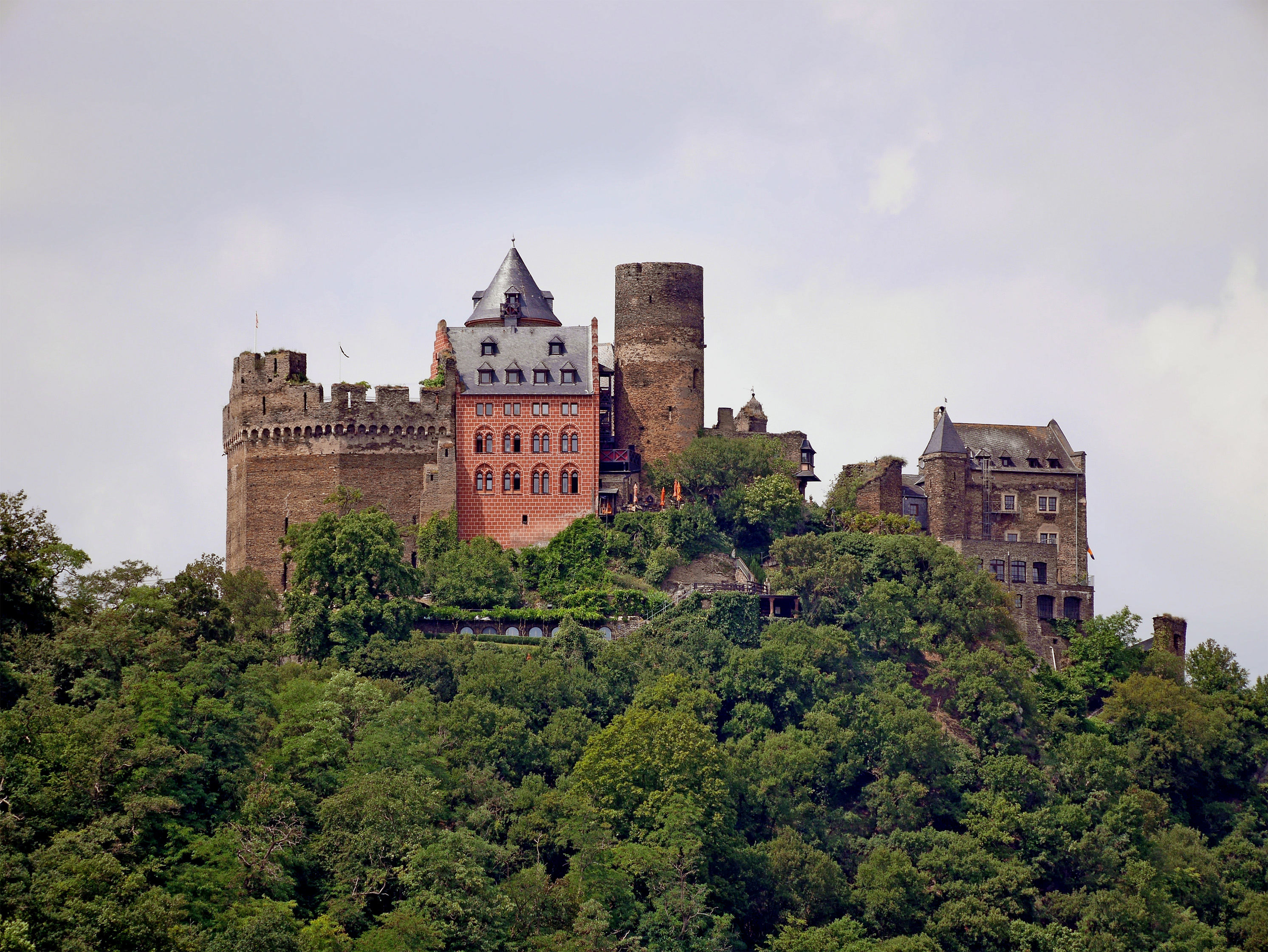
Schönburg vue du Rhin

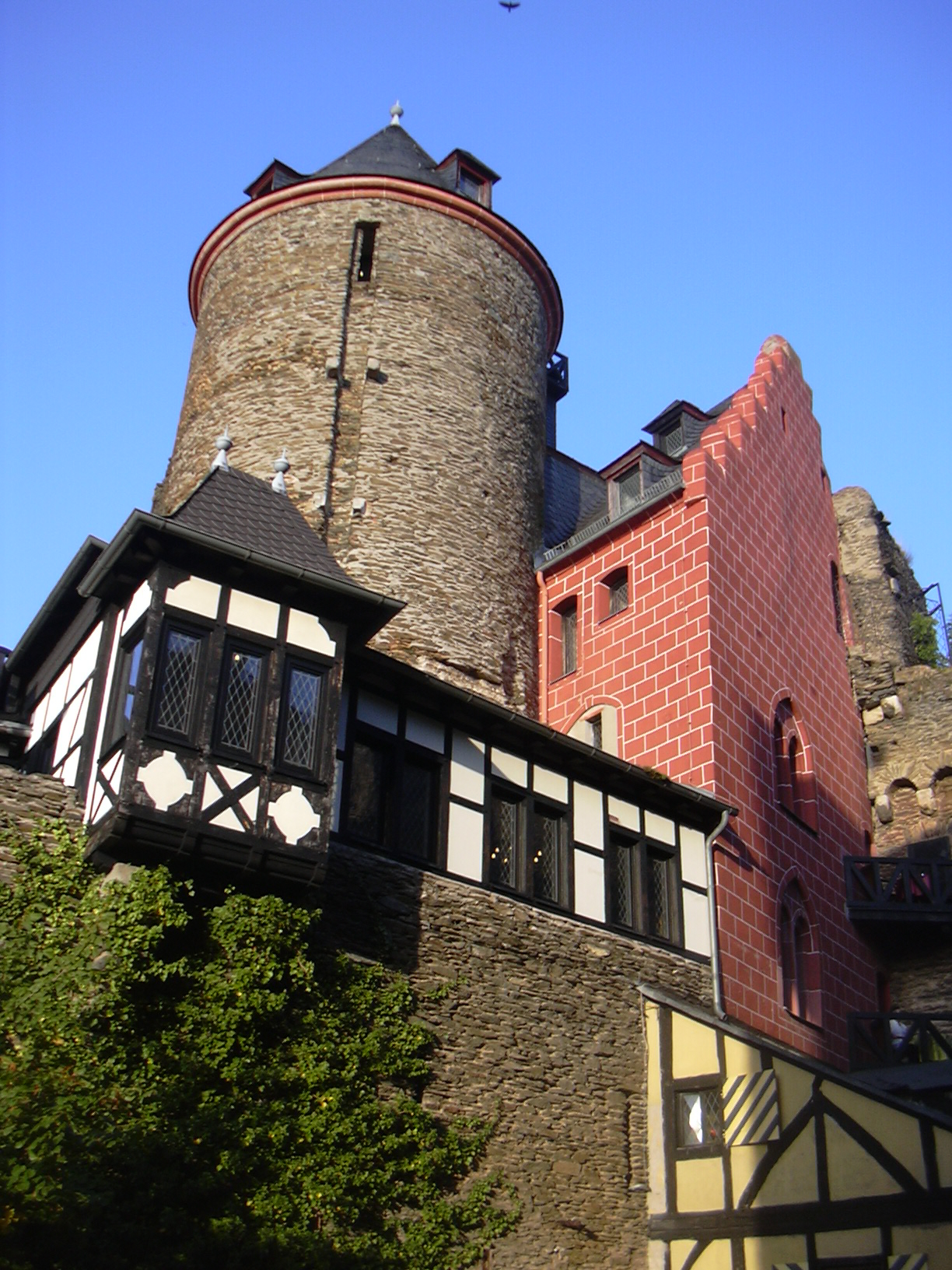
L'hôtel autour de la tour Barbarossa

Le puissant mur de bouclier (Hoher Mantel) avec une frise en arc rond est unique sous cette forme. Le bâtiment a été mentionné pour la première fois en 1357. Le mur se brise trois fois selon un angle obtus et recouvre ainsi la majeure partie du château du côté attaquant. Le long de ce mur, vous entrez dans la cour intérieure du complexe du château. À l’intérieur du mur se trouvent deux zones d’arcades aveugles avec des embrasures.
Depuis cette cour intérieure, on accède au complexe résidentiel sud (palas sud ), transformé en hôtel dans un ensemble architectural hétérogène. Le bâtiment a reçu de nouvelles baies vitrées de style gothique. Le plâtre rouge avec la faux appareil correspond à des découvertes historiques. L'hôtel comprend un bâtiment à colombages et un donjon, appelé la Tour Barberousse, car Frédéric Barberousse a visité le château à plusieurs reprises. Les intérieurs, décorés de tapisseries et autres antiquités, ne sont accessibles qu'aux clients de l'hôtel. Le restaurant du château est ouvert au public avec une terrasse extérieure en été et une vue sur le Rhin en amont jusqu'à Kaub et le château Gutenfels.
D'autre part, le chemin passe devant diverses dépendances à colombages à travers une puissante tour d'entrée carrée de 25 mètres de haut jusqu'au deuxième complexe résidentiel au nord avec son propre donjon, qui abrite le Kolpinghaus. Le palas compact - deux ailes qui ne se visitent pas - est essentiellement le fruit d'une reconstruction de 1953 avec des extensions en 1962 et des rénovations dans les années 1970 et 1980. La chapelle castrale a été restaurée en 1983 dans le style gothique. - Le troisième donjon n'a pas été reconstruit.

## Vignoble
Le domaine viticole du château Schönburg, d'une superficie de 72 hectares, fait partie du Rhin moyen. Sur la pente raide sont cultivés des cépages blancs tels que le Riesling, le Müller-Thurgau, le Kerner et d'autres, ainsi que, dans une moindre mesure, le Schönburger, qui a donné son nom au château. Les vignerons réalisent des vins de différents niveaux de qualité.

## Litérature
- Bauverein Historische Stadt Oberwesel (Hrsg.) : Eine Zeitreise durch Oberwesel. Historischer Stadtführer, 2000
- Fuhr, Michael: Wer will des Stromes Hüter sein? 40 Burgen und Schlösser am Mittelrhein. 1. Auflage. Schnell & Steiner, Regensburg 2002,  (ISBN 3-7954-1460-1)